# Harry Arter
Harry Nicholas Arter (* 28. Dezember 1989 in Sidcup, England) ist ein irischer Fußballspieler. Er stand zuletzt bei Nottingham Forest in England unter Vertrag.

## Vereinskarriere
Der im Londoner Stadtteil Sidcup geborene Arter begann beim Londoner Verein Charlton Athletic mit dem Fußballspielen. Seinen einzigen Profieinsatz für den Verein hatte er mit 17 Jahren am 25. September 2007 im Ligapokal gegen Luton Town, als er beim 1:3 nach Verlängerung in der 86. Minute eingewechselt wurde. In der Saison 2008/09 wurde er zunächst an Staines Town verliehen, einen Verein der in der Isthmian League, einer regionalen Amateurliga spielt. Anschließend wurde er an den Sechstligisten Welling United verliehen. Zur Saison 2009/10 wechselte er zum  Sechstligisten FC Woking, für den er in 36 Ligaspielen vier Tore erzielte. Als Fünfte verpassten sie zunächst den direkten Aufstieg und scheiterten dann auch im Finale der Aufstiegs-Play-offs. Arter wechselte danach zum Drittliganeuling AFC Bournemouth, wurde aber nach 13 Spielen an den Ligakonkurrenten Carlisle United verliehen. Nach fünf Spielen kehrte er zu den „Cherries“ zurück und kam zu fünf weiteren Einsätzen. Als Sechste verpassten sie den direkten Aufstieg und scheiterten dann auch im  Halbfinale der Aufstiegs-Play-offs. In der nächsten Saison hatte sie als Elfte nichts mit dem Aufstieg zu tun, dies gelang dann 2012/13 als Vizemeister. In der ersten Zweitligasaison erreichten sie einen sicheren Mittelfeldplatz. 2014/15 gelang dann der Aufstieg als Zweitligameister in die Premier League, wozu er in 43 Spielen neun Tore beisteuerte. In der Premier League konnten sie als 16. den Wiederabstieg zurück in die 2. Liga vermeiden.  Im FA Cup 2015/16 scheiterte er mit Bournemouth in der fünften Hauptrunde am Ligakonkurrenten FC Everton und im Ligapokal im Achtelfinale am FC Liverpool. Zur Saison 2019/20 wurde er an den von seinem Schwager trainierten Zweitligisten FC Fulham verliehen.
Am 22. September 2020 gab Nottingham Forest die Verpflichtung von Harry Arter mit einer dreijährigen Vertragslaufzeit bekannt. Nach dem ersten Jahr in Nottingham mit gerade einmal acht Startelfeinsätzen in den Meisterschaftspartien, wurde er für die Drittligasaison 2021/22 an seinen Ex-Klub Charlton ausgeliehen. Am 4. Januar 2022 kehrte er zwar nach Nottingham zurück, doch schon drei Monate später wurde er wieder an den Fünftligisten Notts County verliehen.

## Nationalmannschaft
Der  in England geborene Arter ist aufgrund seiner im irischen Sligo geborenen Großeltern international für die Republik Irland spielberechtigt.  Er durchlief die irischen Juniorenteams U-17 und U-19.
Im März 2015 erhielt er seine erste Einladung zu einem Länderspiel der A-Nationalmannschaft im Rahmen der  EM-Qualifikation gegen Polen. Er saß dann aber nur auf der Bank. Erst am 7. Juni kam er beim 0:0 im Freundschaftsspiel gegen England zu einem halbstündigen Einsatz. Er wurde dann auch für die Playoff-Spiele in der EM-Qualifikation gegen Bosnien und Herzegowina berufen, kam aber nicht zum Einsatz und seinen Mitspielern gelang  die Qualifikation für die EM-Endrunde auch ohne seine Mitwirkung. Am 12. Mai 2016 wurde er von Nationaltrainer Martin O’Neill in das vorläufige 35 Spieler umfassende Aufgebot für die EM berufen. Er wurde danach im vorletzten Testspiel vor der endgültigen Kadernominierung gegen die Niederlande eingesetzt, wobei er in der Startelf stand, aber letztlich nicht für die EM-Endrunde berücksichtigt.
In der nach der EM begonnenen Qualifikation für die WM 2018 wurde er in fünf Gruppenspielen eingesetzt. Als Zweite hinter Serbien waren die Iren für die Play-offs der besten Gruppenzweiten qualifiziert. Hier kam er auch gegen die Dänen zum Einsatz. Nach einem torlosen Remis in Dänemark, verloren sie das Heimspiel mit 1:5. In der UEFA Nations League 2018/19 kam er in zwei der vier Spiele zum Einsatz. In der Qualifikation für die Fußball-Europameisterschaft 2020 hatte er nur beim 1:0-Sieg  im ersten Spiel gegen Gibraltar einen Kurzeinsatz. Am Ende reichte es nur zu Platz 3. Da sich die Gruppengegner in der Nations-League-Gruppe aber direkt für die EM-Endrunde qualifizierten, hatten die Iren noch die Chance sich über die Playoffs im März 2020 zu qualifizieren, was aber misslang. In der ebenfalls misslungenen Qualifikation für die WM 2022 saß er dreimal nur auf der Bank, wurde aber am 12. Oktober 2021 beim 4:0-Testspielsieg gegen Katar für zwei Minuten eingewechselt.

## Erfolge
- Englischer Zweitligameister: 2014/15

## Familie
Arter ist der Schwager des englischen Nationalspielers Scott Parker, der Arters Schwester Carly geheiratet hat. Im Dezember 2015 starb seine Tochter bei der Geburt, woraufhin ihm der Sieg gegen Manchester United im folgenden Spiel, bei dem er 84 Minuten mitwirkte, von Trainer Eddie Howe gewidmet wurde.